# Brian Harvey (chanteur)
Pour les articles homonymes, voir Brian Harvey et Harvey.
Brian Lee Harvey est un chanteur anglais, né le 8 août 1974 à Walthamstow. Entre 1991 et 1999, il est leader du boys band East 17.

## Biographie

### Jeunesse
Brian Harvey naît en août 1974 à Walthamstow, dans le borough londonien de Waltham Forest au Grand Londres.

### Carrière
Après un casting, Brian Harvey fait partie de la formation d'East 17. Lors de la première séance d'enregistrement, le personnel de l'enregistrement l'entend chanter et le nomme chanteur principal du groupe. Son style vocal imite les chanteurs de RnB contemporain et new jack swing des États-Unis. Il est le membre le plus important avec le créateur du groupe, auteur-compositeur-interprète, instrumentiste, rappeur et chanteur Tony Mortimer.
En 1997, il est licencié du groupe après avoir fait une interview à la radio, où il semble tolérer la consommation de l'ecstasy, provoquant un tollé dans la presse et la question soulevée au Parlement.
Tony Mortimer quitte East 17, quelques mois plus tard. Brian Harvey rejoint finalement le groupe sous le nom renommé de E-17 en 1998 et 1999. E-17 a deux singles dans le top 20 britannique, l’album Resurrection atteint le top 50 britannique.
En 2000, il collabore avec True Steppers avec la chanson True Step Tonight avec Donell Jones, qui atteint la 26e place au Royaume-Uni.
Après E-17, il signe un contrat avec Edel records et sort en 2001 deux singles, Straight Up (No Bends) (#26 UK) et Loving You (Ole Ole Ole) (#20 UK).
En 2004, il participe à la quatrième saison britannique de I'm a Celebrity… Get Me Out of Here! tournée en Australie mais quitte le programme à la mort de sa grand-mère.
Le 17 mars 2007, il présente I Can, chanson écrite par Conner Reeves pour représenter le Royaume-Uni au Concours Eurovision de la chanson 2007. Il est éliminé au premier tour.

### Vie personnelle
En 1996, Brian Harvey est marié à la danseuse Natasha Carnegie, avec qui il a une fille nommée Teigan. Le couple se sépare en 2001.
Le 12 décembre 2001, il doit subir une opération de reconstruction après avoir été agressé au couteau dans un parking d'un club à Nottingham.
En mai 2005, après avoir reçu un diagnostic de dépression clinique, il est hospitalisé après une tentative de suicide présumée. Le 31 mai 2005, il est à nouveau à l'hôpital dans un état critique après être tombé sous les roues de sa voiture Mercedes-Benz. Un documentaire sur ses tentatives pour relancer sa carrière musicale et récupérer de son accident est diffusé sur BBC Television, le 13 décembre 2005.

## Discographie

### Album
- 2001 : Solo

### Singles
- 2000 : True Step Tonight
- 2001 : Straight Up (No Bends)
- 2001 : Loving You (Ole Ole Ole)
- 2007 : I Can
- 2010 : Going Backwardz
- 2012 : This Isn't Love
- 2014 : Invisible
- 2019 : A Ghetto luv Story (avec Cryptik Soul and the Styles Of L)